# David Profit
David Profit (* 1. Juli 1976 in Ludwigshafen am Rhein) ist ein deutscher Politiker (Bündnis 90/Die Grünen) und Jurist. Seit 2024 ist er Präsident des Deutschen Schwimm-Verbandes. Davor war er von 2021 bis 2023 Staatssekretär im Ministerium für Familie, Frauen, Kultur und Integration Rheinland-Pfalz und Landesbeauftragter für gleichgeschlechtliche Lebensweisen und Geschlechtsidentität.

## Leben

### Ausbildung und Werdegang
Profit erlangte 1996 die Allgemeine Hochschulreife in Annweiler am Trifels und studierte nach dem Zivildienst Rechtswissenschaften an der Johann Wolfgang Goethe-Universität Frankfurt am Main. Er absolvierte nach dem ersten Staatsexamen das Referendariat mit Stationen am Landgericht Wiesbaden, bei der Staatsanwaltschaft Wiesbaden, bei einer Wirtschaftskanzlei, an der Universität Marburg, an der Verwaltungshochschule Speyer und dem Bundesverfassungsgericht. Daneben war er bereits Referent im Hessischen Ministerium für Wissenschaft und Kunst. Profit war nach dem zweiten Staatsexamen im Jahr 2010 zunächst in einer großen Rechtsanwaltskanzlei mit dem Schwerpunkt Bankregulierungsrecht tätig.
Es folgte 2011 ein Wechsel in den Staatsdienst als Richter zum Sozialgericht Mainz. In den Jahren von 2012 bis 2014 war Profit im Rahmen einer Abordnung als Referent mit der Zuständigkeit für Integrations-, Familien-, Kinder- und Jugendhilfe und Frauenpolitik sowie für die Angelegenheiten der Landesvertretung in der Staatskanzlei Rheinland-Pfalz tätig und brachte dort unter anderem den Landesaktionsplan Rheinland-Pfalz unterm Regenbogen, welcher die Akzeptanz für LGBTIQ* verbessern soll, mit auf den Weg. Nach der Abordnung war er wieder am Sozialgericht Mainz tätig. Im Jahr 2019 stieg er als Ministerialrat zum Referatsleiter für Organisation/eGovernment und stellvertretenden Leiter der Zentralabteilung im Hessischen Ministerium für Wissenschaft und Kunst auf. Hier verantwortete er unter anderem die Koordination der Bewältigung der COVID-19-Pandemie.

#### Politische Laufbahn
Profit trat Mitte der 1990er-Jahre bei Bündnis 90/Die Grünen ein. Er ist Sprecher der Landesarbeitsgemeinschaft Soziales & Gesundheit von Bündnis 90/Die Grünen Rheinland-Pfalz.
Zum 18. Mai 2021 wurde Profit unter Ministerin Katharina Binz zum Staatssekretär und Amtschef im Ministerium für Familie, Frauen, Kultur und Integration Rheinland-Pfalz ernannt. Er war für die Abteilungen für Zentrale Aufgaben, Integration und Migration, Familie, Kinder und Jugend, Verbraucherschutz und Frauen (Abteilungen 71 bis 75) zuständig und vertrat Staatssekretär Jürgen Hardeck bei der Zuständigkeit für die Abteilung für Kultur (Abteilung 76). Am 8. Juni 2021 berief das Kabinett Dreyer III David Profit als Nachfolger von Staatssekretärin Christiane Rohleder zusätzlich zum Landesbeauftragten für gleichgeschlechtliche Lebensweisen und Geschlechtsidentität. Am 24. April 2023 wurde er von beiden Ämtern abberufen. Ihm folgte Janosch Littig nach. Mehrere Medien berichteten im Zusammenhang mit seiner Abberufung über ministeriumsinterne Probleme mit seinem Führungsverhalten.

#### Hochschule RheinMain
Ab 1. Oktober 2023 war er interimsweise zunächst Vizekanzler und vom 15. Oktober 2023 bis zum 31. März 2024 interimsweise Kanzler der Hochschule RheinMain. Auf dieser Position folgte ihm zum April 2024 Tina Klug nach. Er übernahm danach an der Hochschule für weitere sechs Monate Aufgaben als Sonderbeauftragter im Bereich Bau.

### Deutscher Schwimm-Verband
Seit 2017 ist Profit Vorsitzender des Schwimmvereins Freibad Gimbsheim. Seit 2019 ist er Mitglied einer Kommission im Deutschen Schwimm-Verband (DSV), die sich um die Schwimmbäderpolitik kümmert. Am 13. April 2024 wurde David Profit in einer Kampfabstimmung zum Präsidenten des DSV in Kassel gewählt. Nachdem die Satzung des Spitzensportverbands im Dezember 2023 geändert wurde, ist der Präsident nun Vorsitzender eines fünfköpfigen, ehrenamtlichen Aufsichtsrat. Er hat sich zum Ziel gesetzt die Strukturreform des in die Kritik gekommenen Verbandes zu Ende zu führen.

### Gesellschaftliches Engagement
Bis zu seinem Amtsantritt als Staatssekretär übte er zudem ehrenamtliche Vorstandsmitgliedschaften bei der Heinrich-Böll-Stiftung Rheinland-Pfalz sowie bei der Weinbruderschaft Rheinhessen aus.